# Kewaunee (Wisconsin)
Kewaunee – miasto w Stanach Zjednoczonych, w stanie Wisconsin, siedziba administracyjna hrabstwa Kewaunee.